# Suregada ivorensis
Suregada ivorensis là một loài thực vật có hoa trong họ Đại kích. Loài này được (Aubrév. & Pellegr.) J.Léonard miêu tả khoa học đầu tiên năm 1958.